# Легато Блусаммерс
Легато Блусаммерс (яп. レガート・ブルーサマーズ Регато Бурусамазу) — один из главных антагонистов манги и аниме «Триган», созданных Ясухиро Найто. На протяжении всей серии он является правой рукой главного антагониста, Найвза, и одним из злейших врагов главного героя, Вэша Урагана.

## Биография

### Манга
До начала манги Легато был безымянным рабом. В тюрьме он медленно развивал свою власть над людьми. Прежде чем Легато смог полностью развить свою власть, он был обнаружен Найвзом. Найвз проходил мимо и уничтожил город, оставив в живых только Легато. Он сразу же становится поклонником Найвза и клянется ему в вечной верности, показывая свою готовность позволить Найвзу убить его. Найвз берет мальчика в качестве своего орудия для убийств и даёт ему имя. Позже Легато, доктор Конрад и Найвз становятся свидетелями аварии, приведшей к разрушению города Июль, при этом Найвз получает тяжелейшие травмы. Легато видит Вэша на расстоянии и понимает, что он является причиной серьезных травм Найвза, однако Конрад убеждает Легато помочь Найвзу, а не гоняться за Вэшем. Легато клянется отомстить Вэшу и устраивает ему игру на выживание, чтобы добавить страданий герою.
Легато впервые появляется в манге как посланник, сообщив Вэшу о том, что он становится участником игры на выживание. Он предупреждает, что к герою будут посылаться «дьяволы», которые намерены убить его. Легато оставляет ему монету, говоря Вэшу, что каждый из этих убийц будет нести монету. Он говорит ему, что если однажды он соберёт все монеты, то «что-то интересное произойдет». Вэш спрашивает его имя и откуда он знает эти вещи. Легато официально представляет себя, а затем намекает, что его послал Найвз. Он позже наблюдает за сражением между Вэшем и первыми двух членами группы наемников «Ганг-Хоу-Ганс».
Впервые Легато демонстрирует свою способность управлять телами других людей в ресторане. Когда он подвергся нападению со стороны группы работорговцев, то использует свои силы, чтобы убить человека, заставляя его вырвать своё сердце. Затем он убивает других людей, которые были с ним, заставляя их стрелять друг в друга. Легато говорит женщинам-рабыням, что они теперь свободны, но предупреждает их быть осторожными, поскольку «человечеству скоро придет конец». Выйдя из ресторана, Легато понимает, что его действия были необычным для себя проявлением эмоций.
После битвы между Вэшем и третьим член «Ганг-Хоу-Ганс», Домиником «Циклопом», Легато собирается с бандой для перевозки Найвза в Дженора Рок, куда спешит Вэш. Найвз крутит шею Легато на 180 градусов, а затем ломает ему руки и ноги, когда он инстинктивно двигался напасть на Вэша. Элендира даёт комментарий, что Легато использовал «Ганг-Хоу-Ганс» для мести, и что довольно удивительно, что Найвз пощадил Легато. Израненное тело Легато помещается в гроб, в котором было сделано отверстие для головы. Однажды ему удаётся сбежать, но его возвращают обратно и помещают в новый гроб из металла.
Когда прибывают Вэш и Николас Д. Вульфвуд, то Легато использует свои способности, чтобы удержать Вэша в качестве заключенного в течение восьми месяцев, что значительно ослабило его. Вульфвуд позже выдает оружие и спасает Вэша, ранив Легато. Раненый Легато оказался в бессознательном состоянии. Тем не менее, Легато вовремя восстановился, чтобы спасти Найвза от «Зази Зверя», где он показал свои властные функции. Во время заключения в гробу Легато развил свои власть и способности, чтобы восстановить своё тело в функциональной форме. В финальной схватке с Вэшем Легато одерживает верх, ранив его. Чувствуя, что другого выхода нет, Вэш убивает Легато выстрелом в голову, и тот умирает с улыбкой на лице.

### Аниме
Аниме показывает Легато в несколько другом свете. В аниме он гораздо менее эмоционален, чем его коллега из манги, и никогда не объясняет, почему он присоединился к Найвзу. Легато просто садист, который решил мучить Вэша и помогал Найвзу в его стремлении искоренить человечество. Он также получил левую руку Вэша, потому что Вэш «отказался быть на стороне Найвза». Легато имеет аналогичную предысторию, которая была дана в манге, основное отличие в том, что в аниме Легато не дал монету Вэшу. Легато использует «Ганг-Хоу-Ганс», чтобы поставить Вэша в ситуацию, когда он должен убить или быть убитым. Но Вэш так никого и не убил, и всегда находил способ выжить. Вэш переживает страдания из-за того, что члены банды кончают жизнь самоубийством из страха перед возмездием Найвза.
Позднее Легато просит Вэша убить его. Герой отказывается. Легато настаивает на том, что это нормально, и что он не имеет никаких оснований, чтобы продолжать жить. Видя, что его слова не работают на Вэша, он угрожает убить Милли и Мерил, если Вэш не прикончит его. Чувствуя, что у него нет другого выбора, Вэш стреляет Легато в голову. Легато умирает с улыбкой, зная, что его смерть оставит шрам на всю жизнь в душе Вэша.

## Силы и способности
В манге и аниме Легато имеет возможность использовать психические способности, чтобы манипулировать людьми. Он получил этот дар от Найвза, который также дал ему левую руку Вэша, которая была наделена некоторыми из способностей братьев. Когда он пользуется этой способностью, то, как правило, заставляет человека или группы людей делать что-то против их воли. Примерами этого служат, например, когда он заставил группу мужчин из «Гэнг Родерик» убивать друг друга, когда заставил исчезнуть население целого города, когда, управляя Часовней, убил Вульфвуда.
В манге Легато использует металлические нити, имплантированные в его мозгу, чтобы контролировать других, а также создавать барьеры. Самым главным примером, когда он использовал это, была его первая встреча с Найвзом, в детстве. Он использовал эту власть, чтобы выжить от атаки Найвза и атаковал его, чтобы позволить ему быть правой рукой злодея.

## Критика
Легато был включен в Топ-10 аниме эмо-персонажей на My Little Emo, заняв пятое место, он опередил всех других антагонистов, попавших в список, таких как Лайт Ягами.
Twisted Jenius описывает его как «пример классического злодея аниме», добавив: «Эстетически говоря, Легато одет, как надлежит злодею аниме и имеет злую улыбку. В некотором смысле, я считаю, что Легато — это большее зло, чем Найвз, который, в конце концов, не человек. Легато понимал, что Найвз хотел уничтожить человеческую расу; Легато решил уничтожить себе подобных как бесполезный хлам. Кроме того, он, кажется, более жестокий, чем Найвз. Он получает большое удовольствие в использовании своей власти против других людей. Цель Легато в жизни — помочь своему хозяину уничтожить все человечество и привести к вечным страданиям Вэша, даже ценой собственной жизни. Этот парень действительно умеет подвергать людей психологическим пыткам!»